# Masad (Algieria)
Masad (arab. مسعد, fr. Messaad) – miasto w Algierii, w prowincji Dżilfa. W 2008 roku liczyło 102 453 mieszkańców.